# 미스 USA

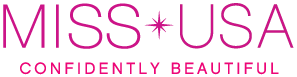
대회 로고

미스 USA (Miss USA) 대회는 미국의 미인 대회이며, 미스 유니버스 참가를 위한 미국 대표 참가자를 뽑는 대회이다. 우승자는 1년간 유방암과 난소암 그리고 USO를 위한 봉사 활동을 펼치게 되며 각종 이벤트 참가와 임대 아파트에서 무상임대로 거주할 수 있는 권리, 소정의 월급과 상품을 제공 받는다.

## 역사
미스 아메리카 1950 이었던 욜란드 벳베스가 광고를 위한 수영복 차림의 사진 촬영을 거부하자, 수영복 제조업체 카탈리나 사는 미스 아메리카 조직회의 스폰서쉽을 중단하고 새로운 라이벌 조직회를 만드는데, 그 조직회가 바로 미스 유니버스 조직회이다. 미스 유니버스 조직회는 1952년부터 제 1회 미스 유니버스 대회를 열기로 결정하였으며, 미스 유니버스 대회에 미국 대표를 참가 시키기 위해 미스 USA 대회도 함께 만들게 되었고, 1983년에 미스 틴 USA 대회도 만들었다. 그 이후로 소유주는 걸프-웨스턴 컴퍼니, ITT 코퍼레이션을 거쳐 현재의 도널드 트럼프까지 이르게 되었다. 현 회장은 폴라 슈가트이다. 미스 USA 대회는 TV방송이 되지 않다가 1963년부터 2002년까지 CBS에서 방송 하였고, 2003년부터 2014년 2015년 1월 미스유니버스 2014 대회 방송까지 NBC 유니버설과 협력하여 방송 되고 있지만 2015년부터 미국 중소기업 방송에 1년간 시작했다가 2016년부터 다른 방송사 폭스 방송으로 이전하였다. 2016년 미스 USA 대회 운영 규정 개정 에 따라 51명중 1명 추가로 일반인 선발하여 52명 이 참가하는 미스 USA 2016 52 개정하였다. 2017년부터는 52명 대회 폐지하고 기존처럼 그대로 유지 하여 진행하고 있다.2019년 미스유니버스 대회부터 왕관을 그 전에 대회 사용했던 일본 미키모토 왕관 제조 회사와 계약을 종료하고 새로운 왕관인 유럽 스위스 대형 다이아몬드 우등 보석 가공제조 회사 모우와드 랑 대회 업무협약을 맺었고 모우와드 왕관을 2019년 대회부터 사용키로 결정하였다. 2020년부터 전 대회를 모우와드 왕관을 의무적으로 사용하기 시작하였다.

## 최근 우승자
| 연도 | 이름             | 주                               | 개최지                  | 미스 유니버스 성적           |
| ---- | ---------------- | -------------------------------- | ----------------------- | ---------------------------- |
| 2024 | 알마 쿠퍼        | 파일:Flag of michigan.svg 미시간 | 네바다 주 리노          | T                            |
| 2023 | 노엘리아 보이트  | 유타                             | 네바다 주 리노          | Top 20(Semi finallist)       |
| 2022 | 모간 로마노      | 노스케롤라이나                   | 네바다 주 리노          | 2위 미스USA 2022             |
| 2022 | 르 보니 가브리엘 | 텍사스                           | 네바다 주 리노          | 미스 유니버스 2022 우승      |
| 2021 | 엘리 스미스      | 켄터키                           | 오클라호마 주 털사      | 10위                         |
| 2020 | 아샤 브렌치      | 미시시피                         | 테네시주                | 21위 (Top 21 Semi-finalist)  |
| 2019 | 체슬리 크리스트  | 노스캐롤라이나                   | 네바다주 리노           | 10위 (Top 10 Semi-finallist) |
| 2018 | 사라 로즈 서머스 | 네브래스카                       | 루이지애나주 슈리브포트 | 20위 (Top 20 Semi-Finallist) |
| 2017 | 카라 매컬로      | 컬럼비아                         | 네바다주 라스베이거스   | 10위 (Top 10 Semi-Finallist) |

## 역대 우승자 사진

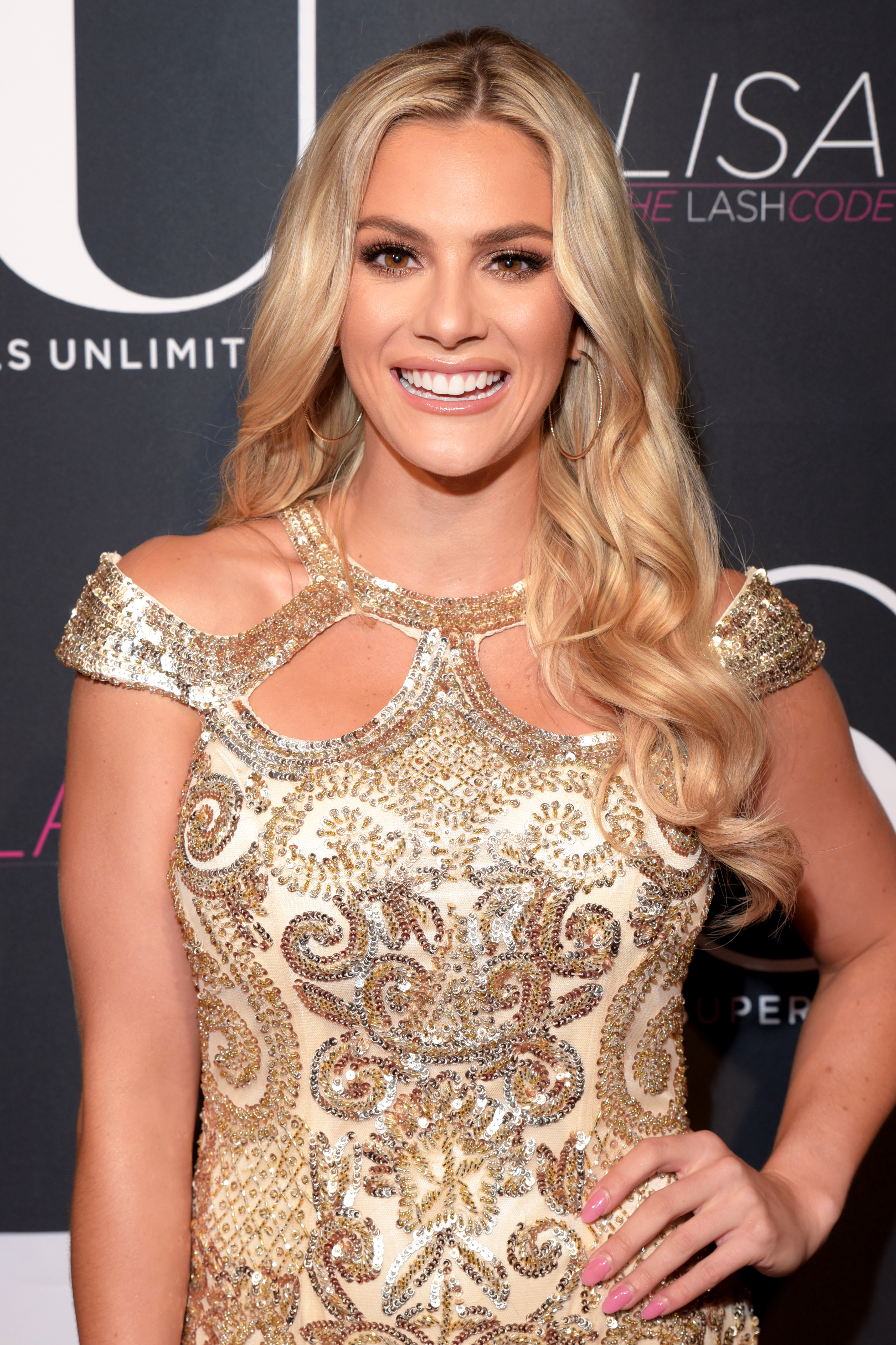
미스 USA 2018 사라 로즈 서머스 - 미스 네브라스카 USA
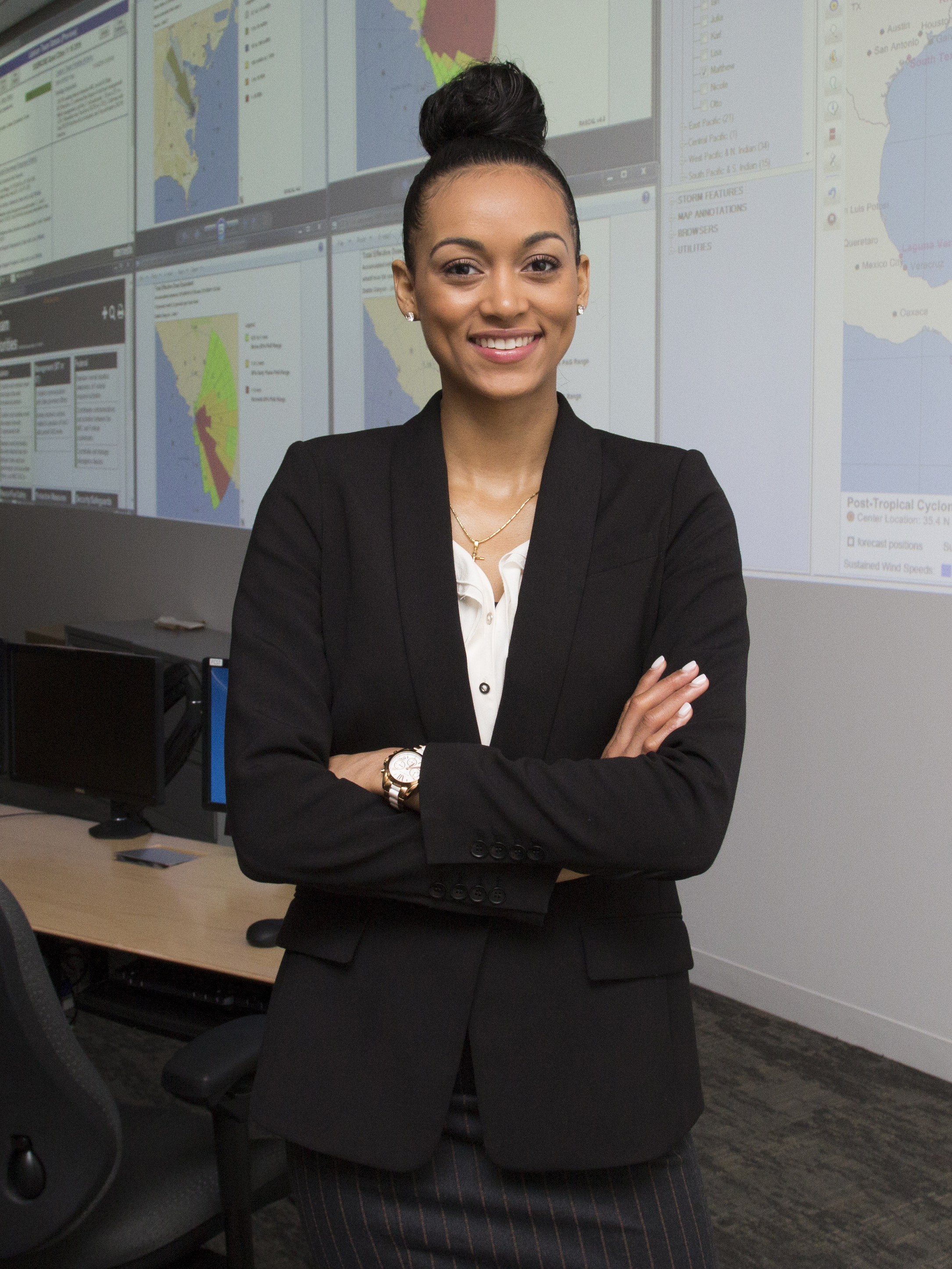
미스 USA 2017 카라 매컬로 - 미스 컬럼비아 USA
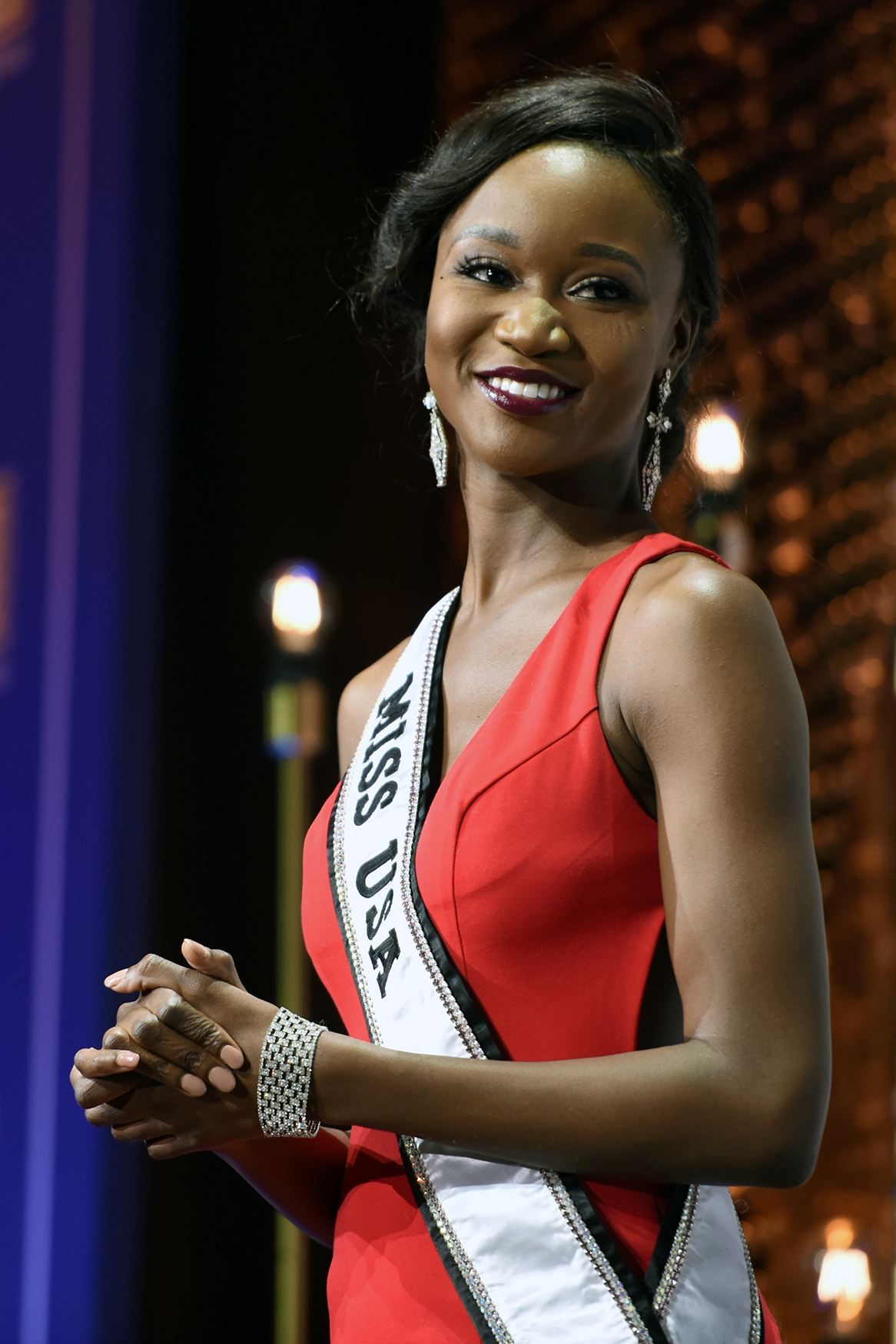
미스 USA 2016 디쇼나 바버 - 미스 컬럼비아 USA
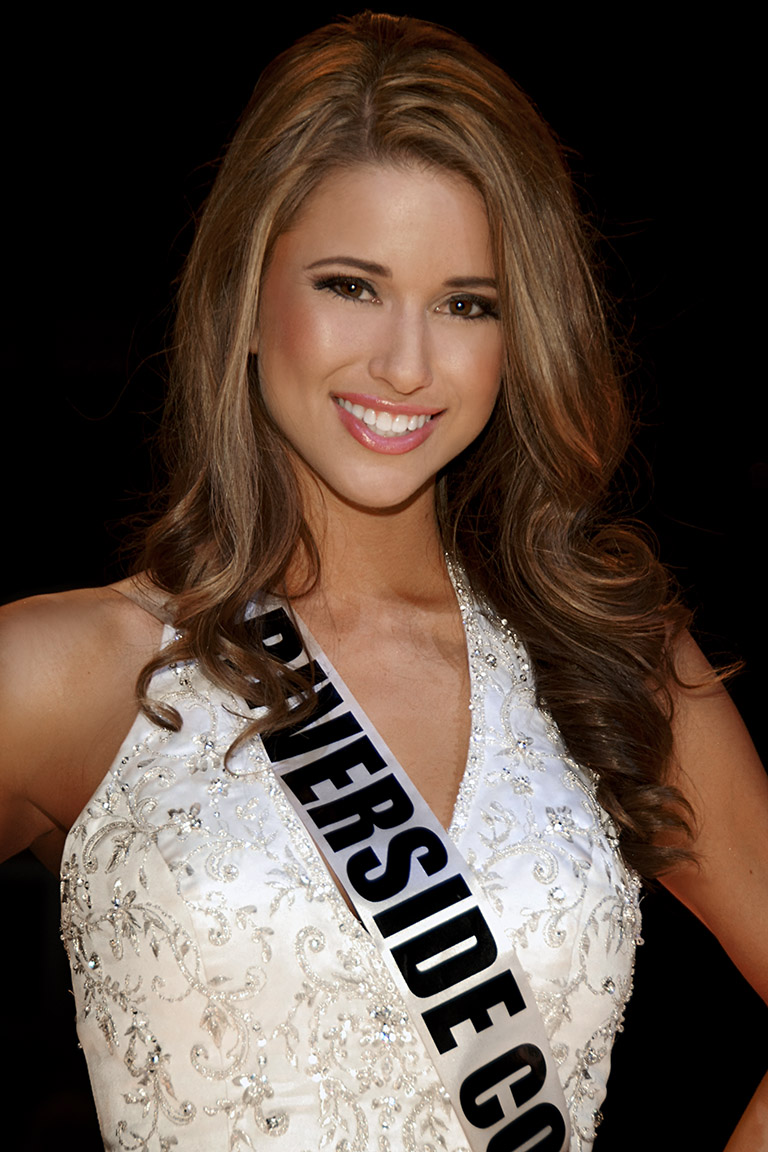
미스 USA 2014 니아 산체스 - 미스 네바다 USA
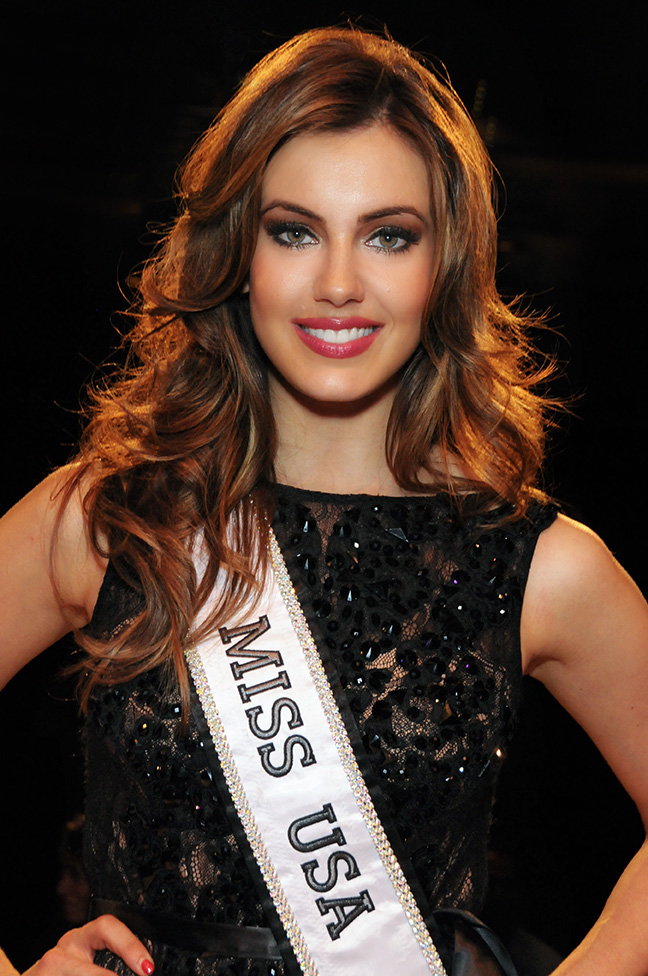
미스 USA 2013 에린 브래디 - 미스 코네티컷 USA
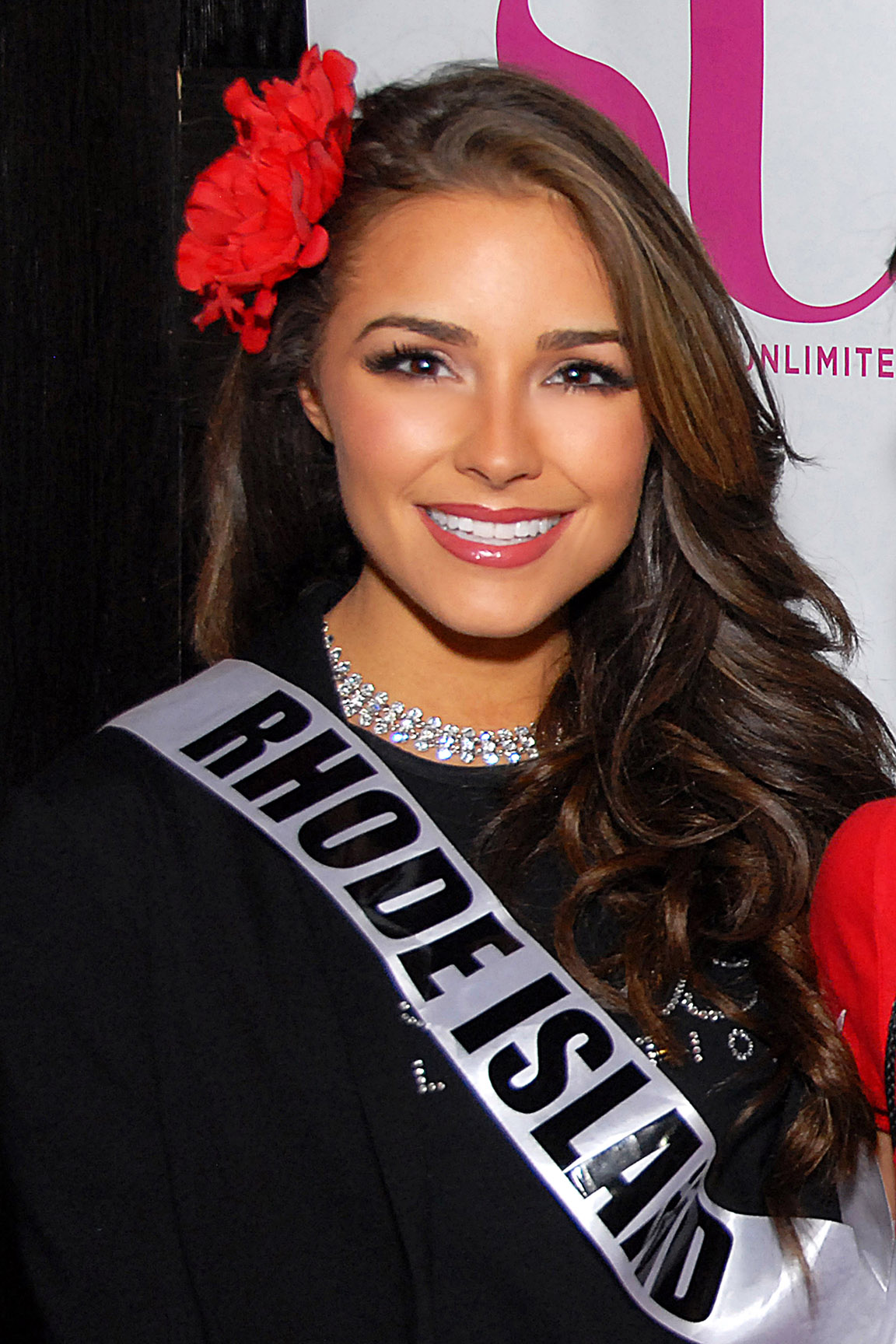
미스 USA 2012 올리비아 컬포 - 미스 로드아일랜드 USA
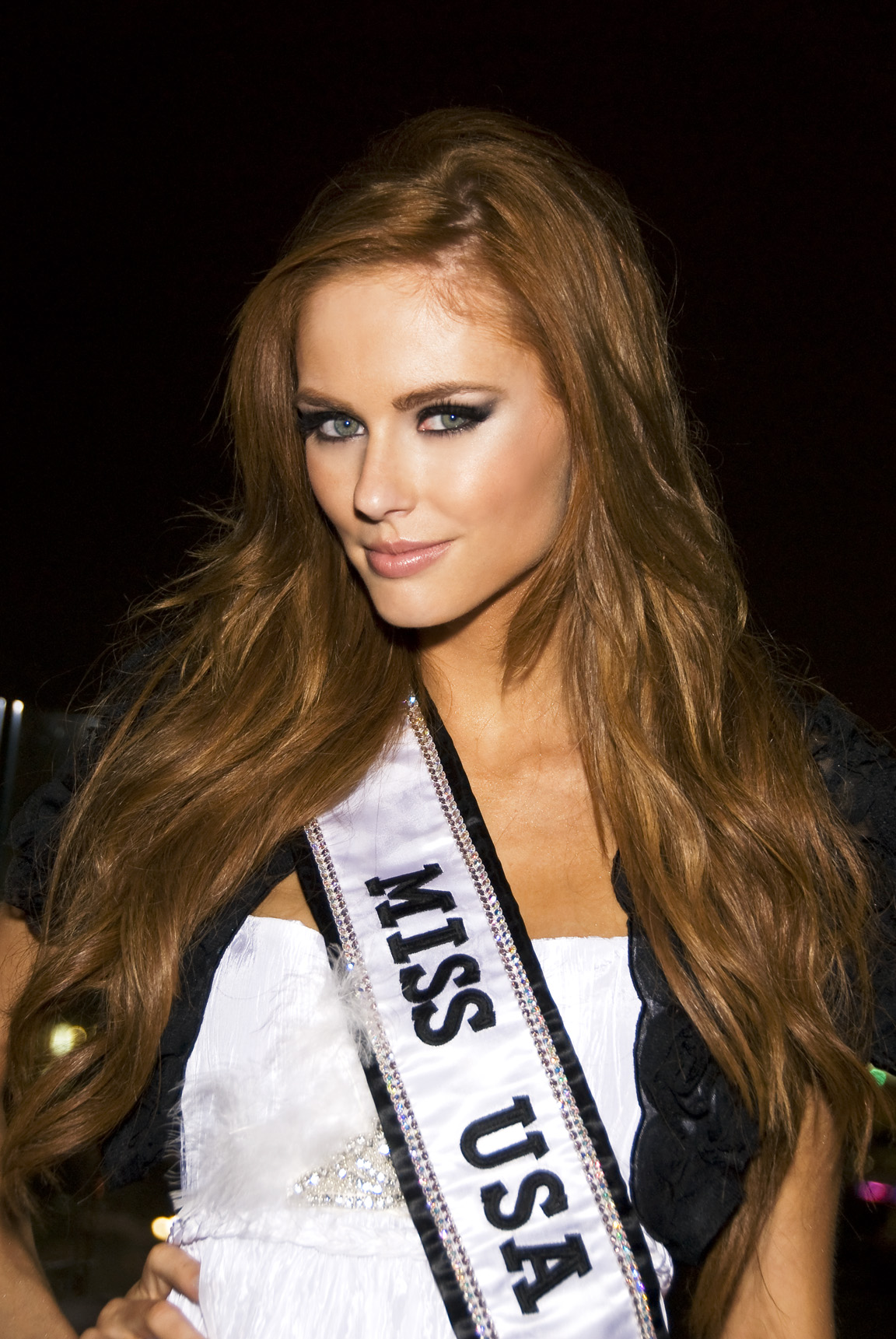
미스 USA 2011 앨리사 캄파넬라 - 미스 캘리포니아 USA
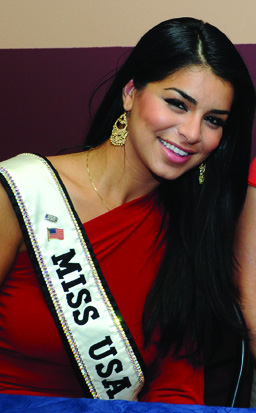
미스 USA 2010 리마 파키 - 미스 미시간 USA
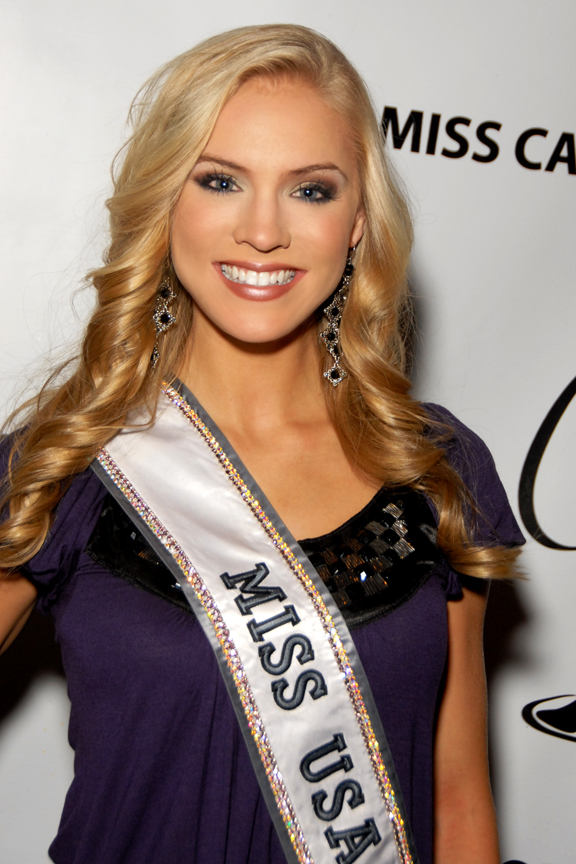
미스 USA 2009 크리스틴 돌턴 - 미스 노스캐롤라이나 USA
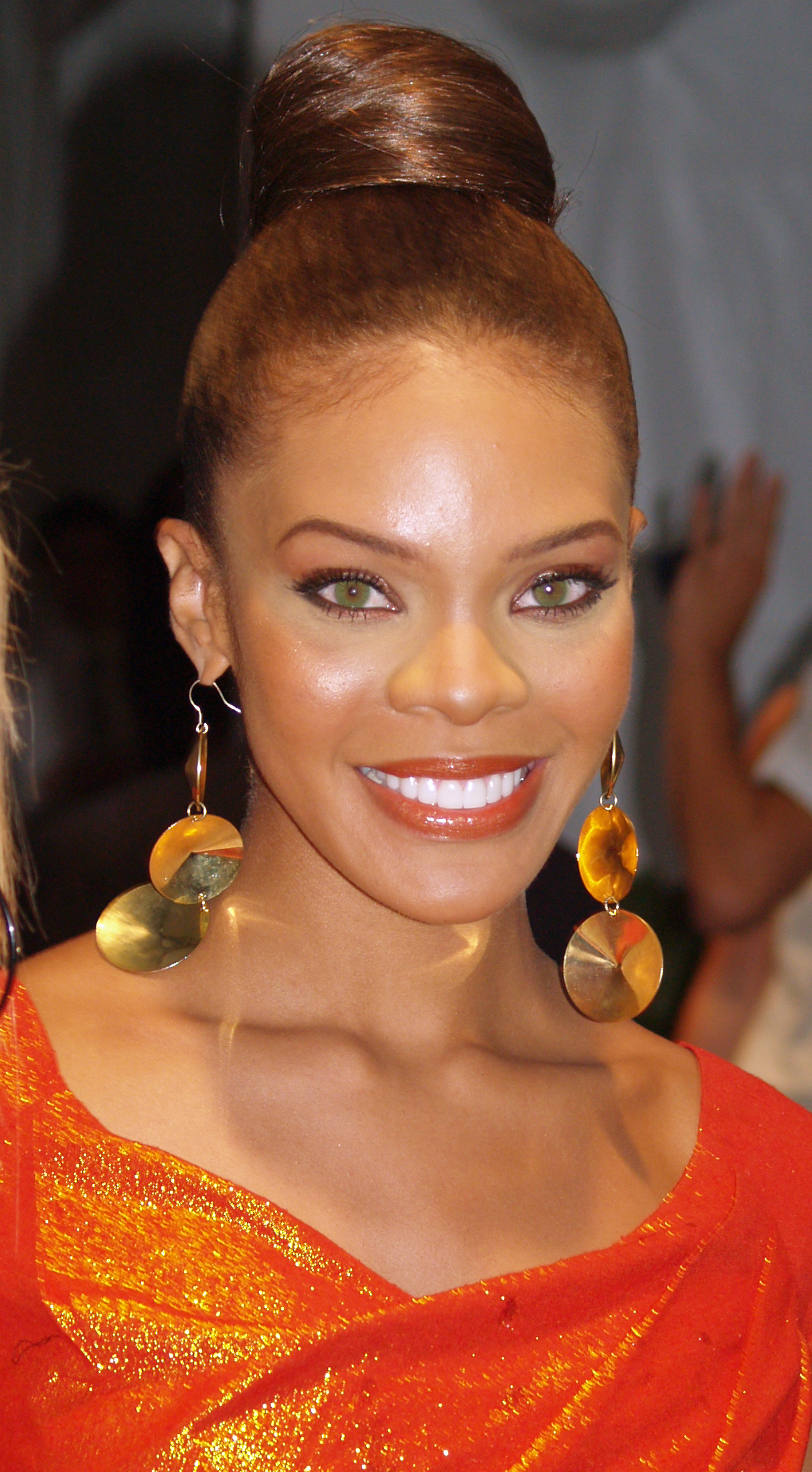
미스 USA 2008 크리스틀 스튜어트 - 미스 텍사스 USA
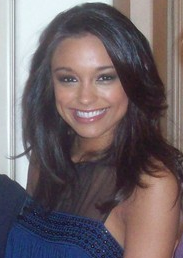
미스 USA 2007 레이첼 스미스 - 미스 테네시 USA
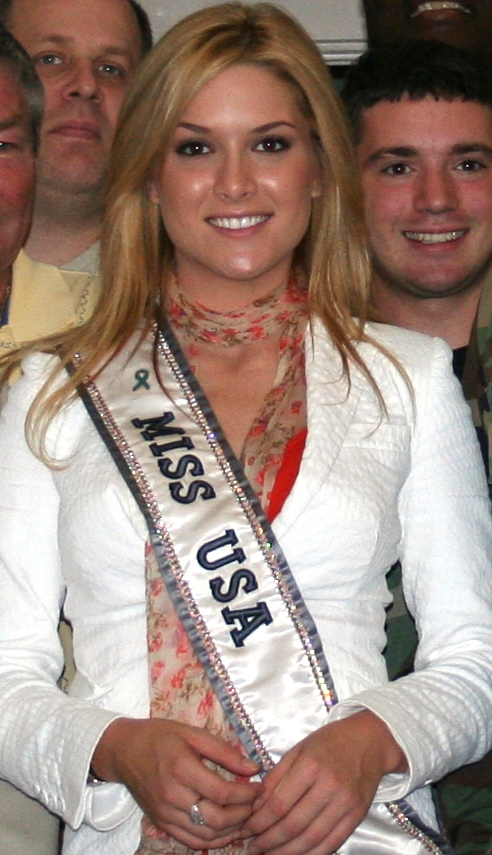
미스 USA 2006 타라 코너 - 미스 켄터키 USA
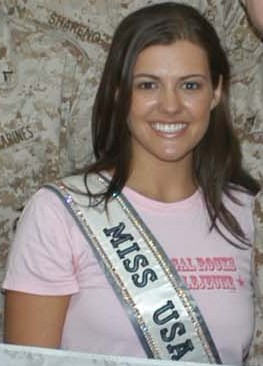
미스 USA 2005 첼시 쿨리 - 미스 노스캐롤라이나 USA
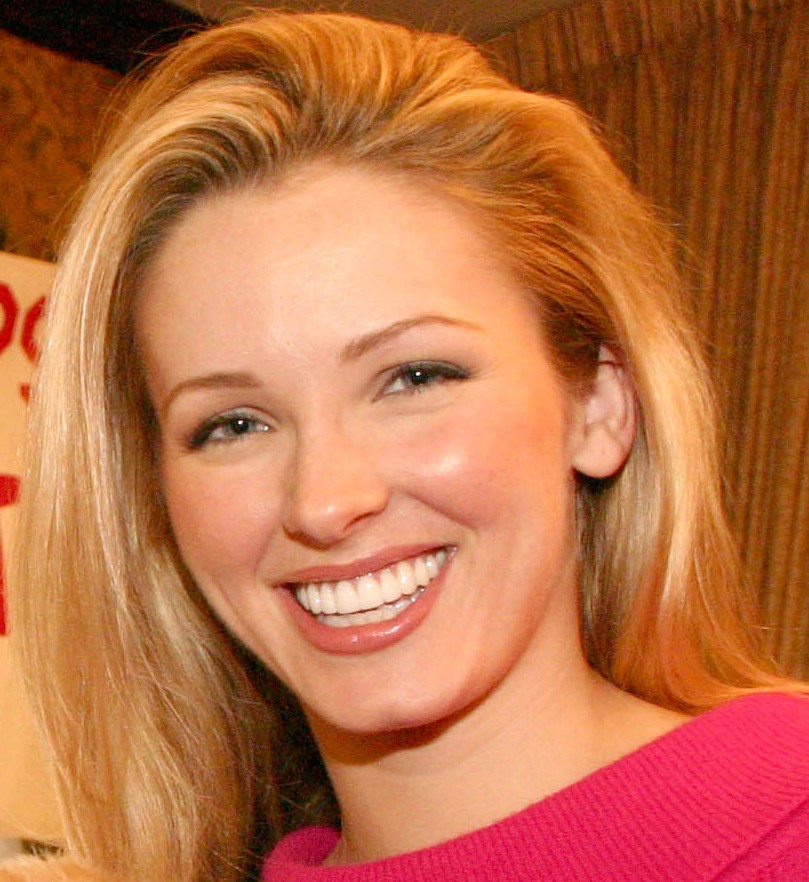
미스 USA 2004 섄디 피네시 - 미스 미주리 USA
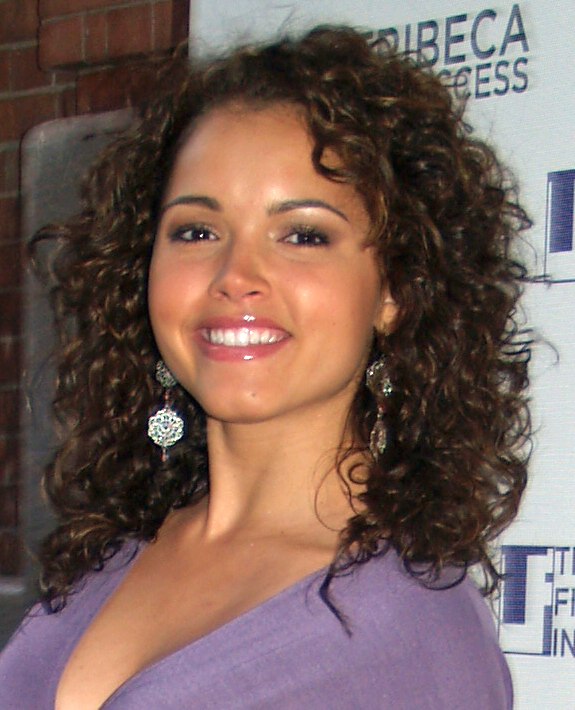
미스 USA 2003 수지 카스티요 - 미스 매사추세츠 USA
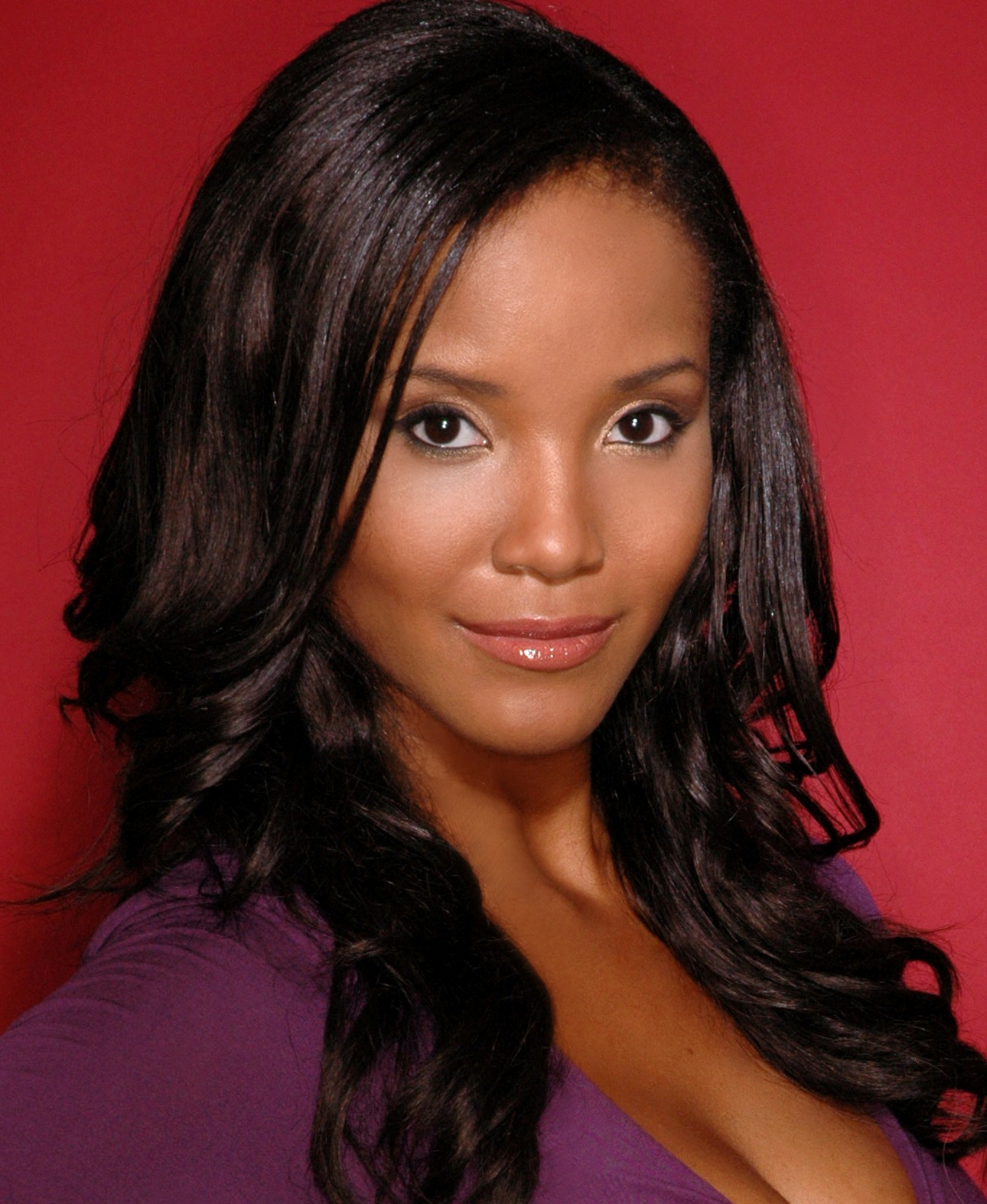
미스 USA 2002 션테이 힌튼 - 미스 워싱턴 D.C. USA
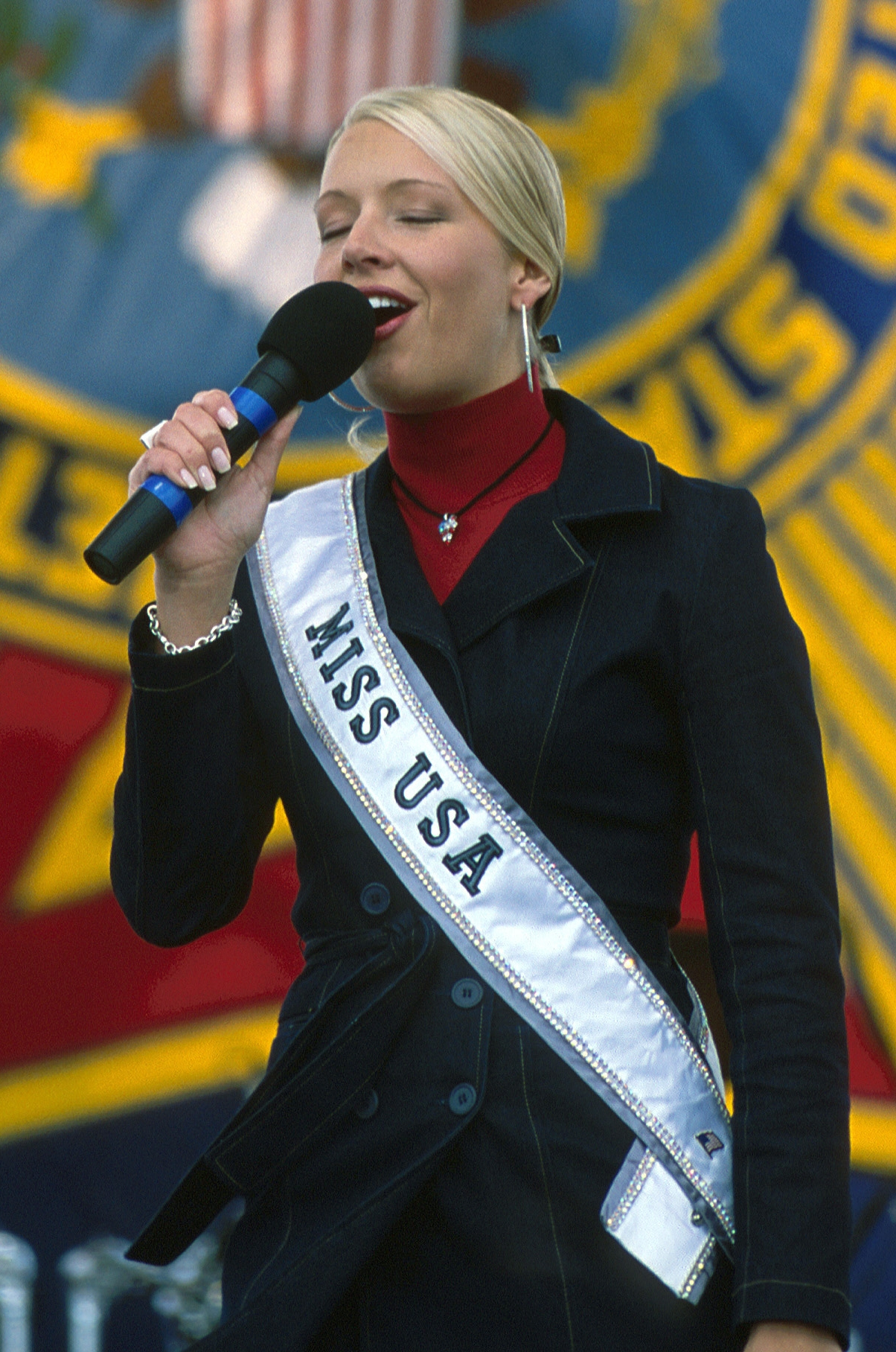
미스 USA 2001 캔다스 크루저 - 미스 텍사스 USA
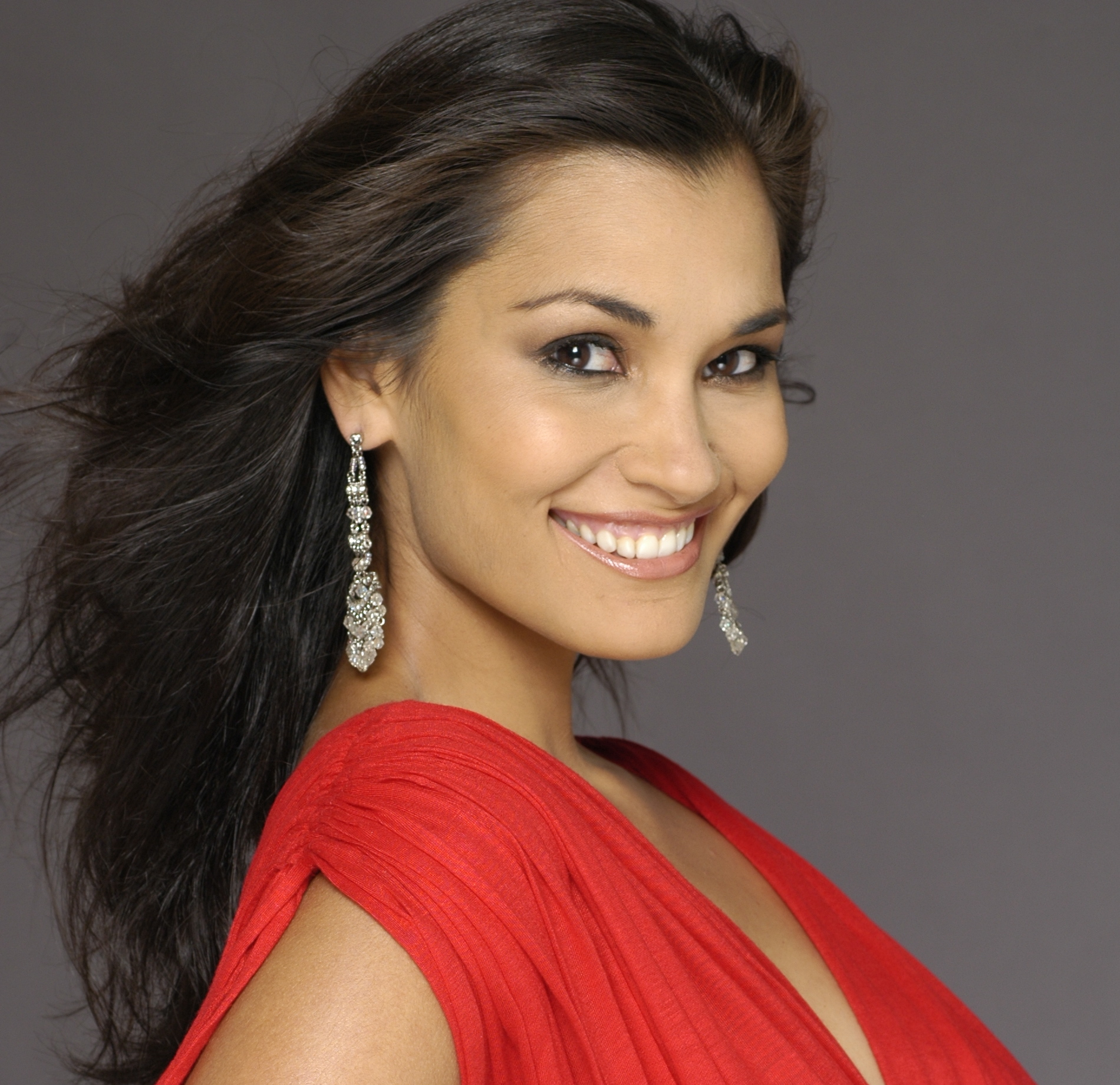
미스 유니버스 1997 브룩 리 - 미스 하와이 USA
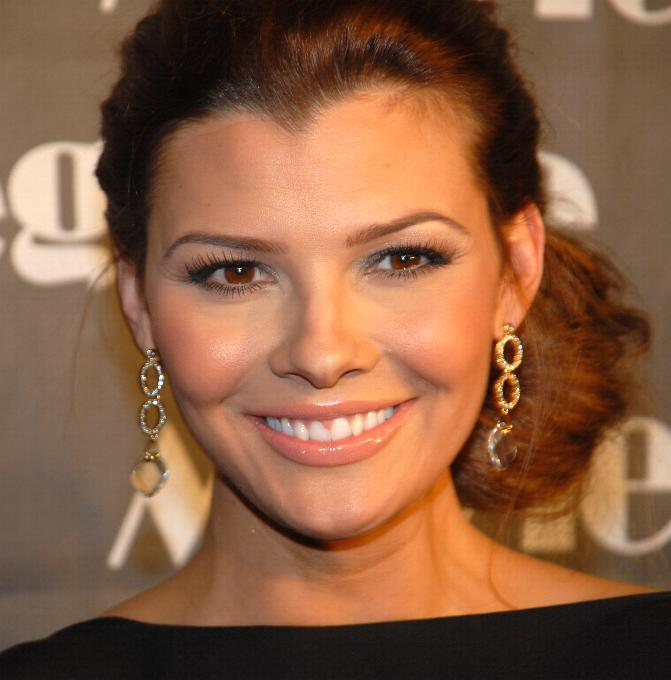
미스 USA 1996 알리 랜드리 - 미스 루이지애나 USA
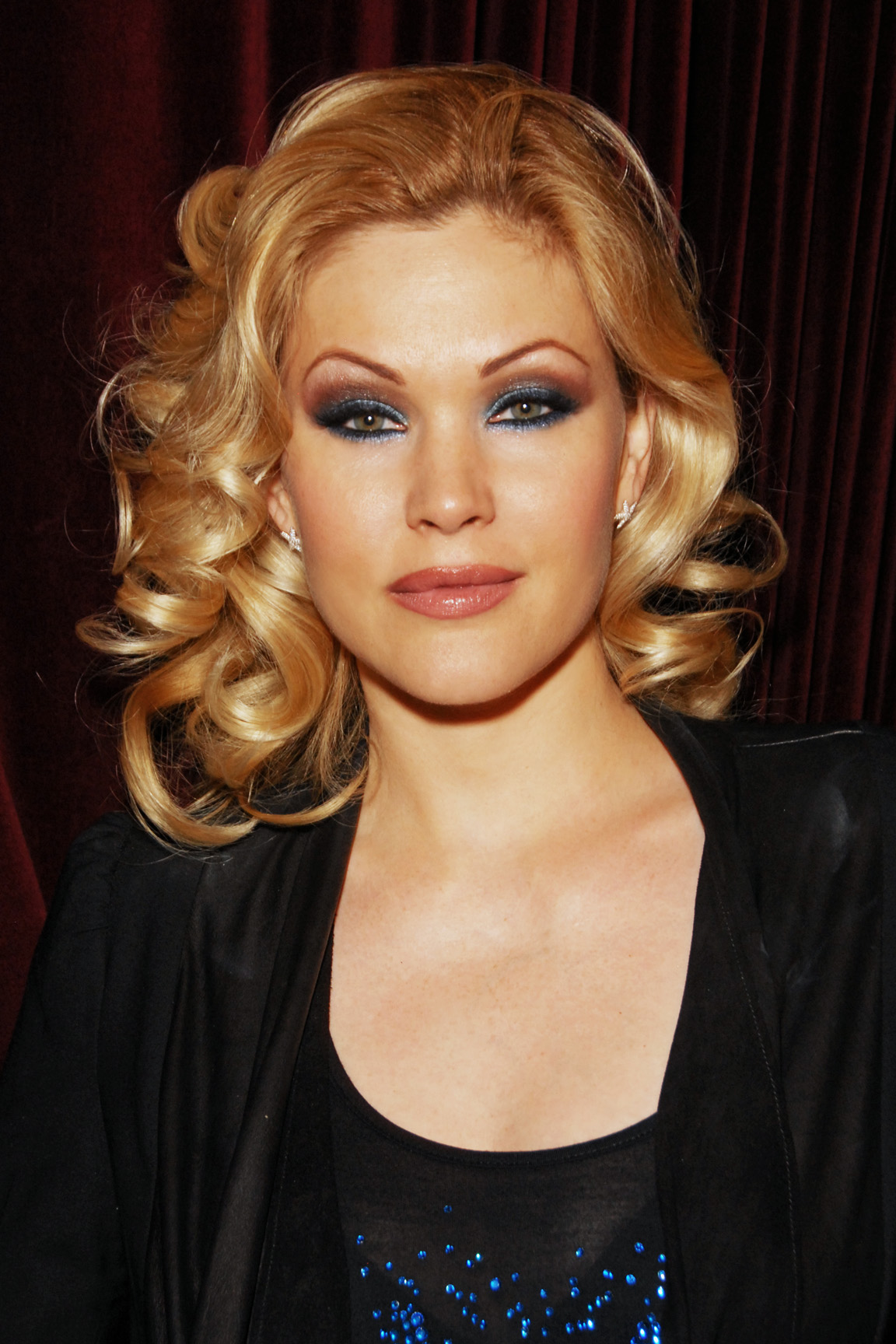
미스 USA 1995 샤나 모클러 - 미스 뉴욕 USA
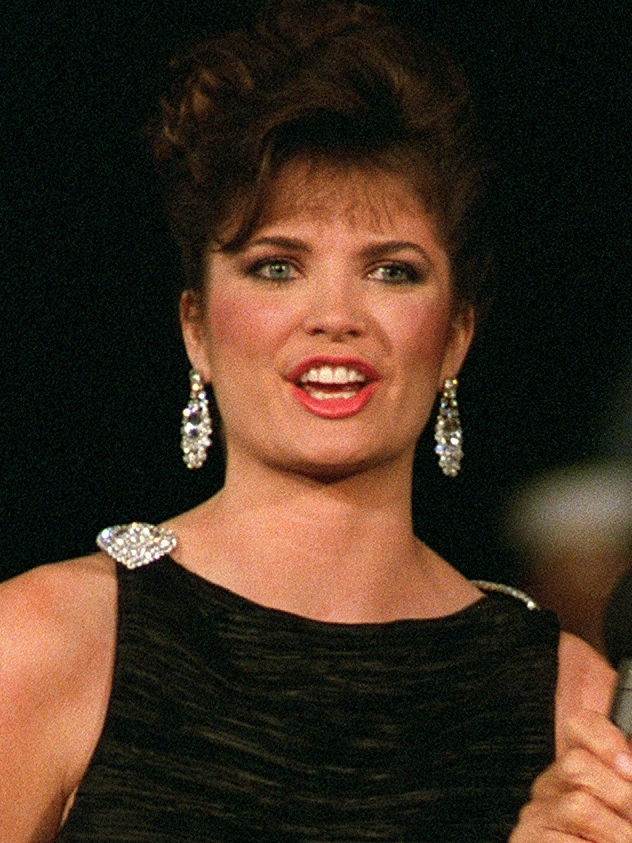
미스 USA 1987 미셸 로열 - 미스 텍사스 USA
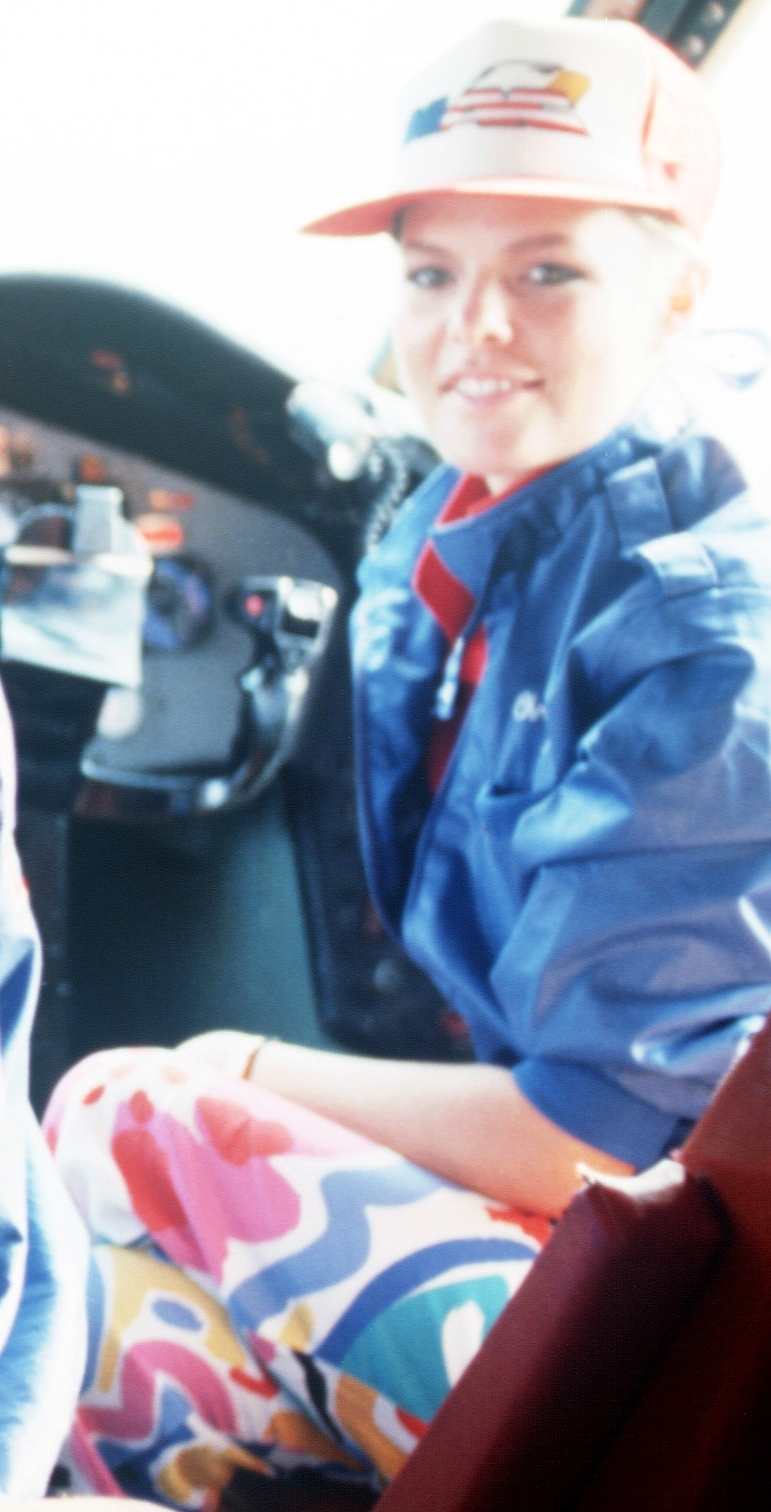
미스 USA 1986 크리스티 피처 - 미스 텍사스 USA
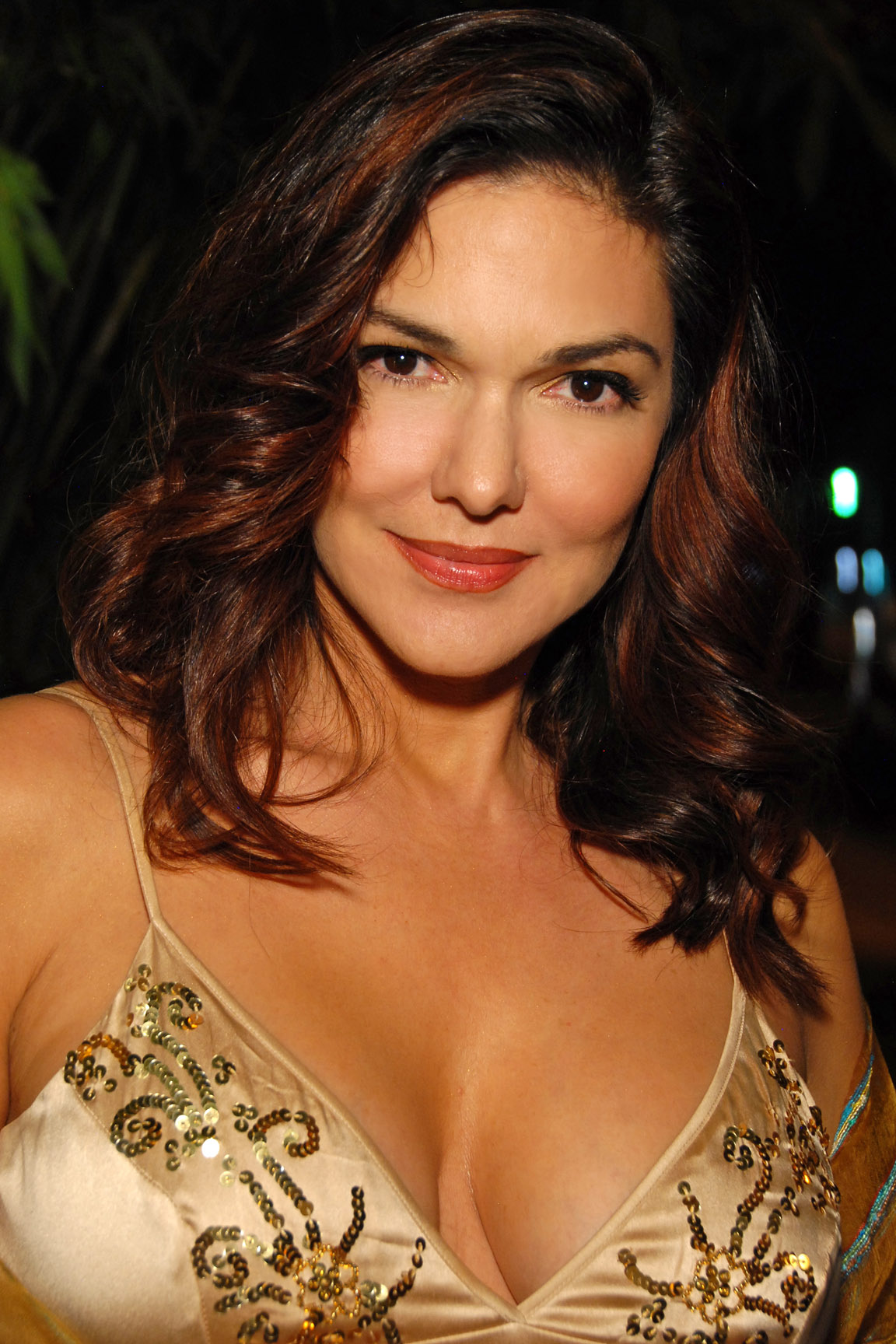
미스 USA 1985 로라 해링 - 미스 텍사스 USA
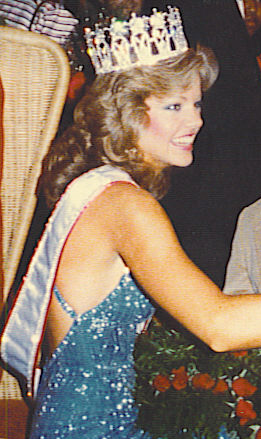
미스 USA 1983 줄리 헤이엑 - 미스 캘리포니아 USA

## 역대 우승 주
| 주               | 역대 우승 수 | 연도                                               |
| ---------------- | ------------ | -------------------------------------------------- |
| 텍사스           | 10           | 1977 1985 1986 1987 1988 1989 1995※ 2001 2008 2022 |
| 캘리포니아       | 6            | 1959 1966 1975 1983 1992 2011                      |
| 뉴욕             | 4            | 1952 1979 1995‡ 1999                               |
| 하와이           | 4            | 1962 1972 1978 1997※                               |
| 일리노이         | 4            | 1953 1963 1973 1974                                |
| 미시간           | 4            | 1990 1993 2010 2024                                |
| 루이지애나       | 3            | 1958 1961 1996                                     |
| 사우스캐롤라이나 | 3            | 1954※ 1980※ 1994                                   |
| 노스캐롤라이나   | 3            | 2005 2009 2019                                     |
| 테네시           | 2            | 2000 2007                                          |
| 매사추세츠       | 2            | 1998 2003                                          |
| 워싱턴 D.C.      | 4            | 1964 2002 2016 2017                                |
| 오하이오         | 2            | 1965 1981                                          |
| 버지니아         | 2            | 1969 1970                                          |
| 유타             | 2            | 1957＾ 1960※                                       |
| 오클라호마       | 1            | 2015                                               |
| 네바다           | 1            | 2014                                               |
| 코네티컷         | 1            | 2013                                               |
| 로드아일랜드     | 1            | 2012※                                              |
| 켄터키           | 2            | 2006 2021                                          |
| 미주리           | 1            | 2004                                               |
| 아이다호         | 1            | 1997‡                                              |
| 캔자스           | 1            | 1991                                               |
| 뉴 멕시코        | 1            | 1984                                               |
| 아칸소           | 1            | 1982                                               |
| 애리조나         | 1            | 1980‡                                              |
| 미네소타         | 1            | 1976                                               |
| 펜실베이니아     | 1            | 1971                                               |
| 워싱턴           | 1            | 1968                                               |
| 앨라배마         | 1            | 1967※                                              |
| 플로리다         | 1            | 1967                                               |
| 메릴랜드         | 2            | 1957＊2012‡                                        |
| 아이오와         | 1            | 1956※                                              |
| 버몬트           | 1            | 1955                                               |
| 네브래스카       | 1            | 2018                                               |

※ 미스 유니버스 우승자

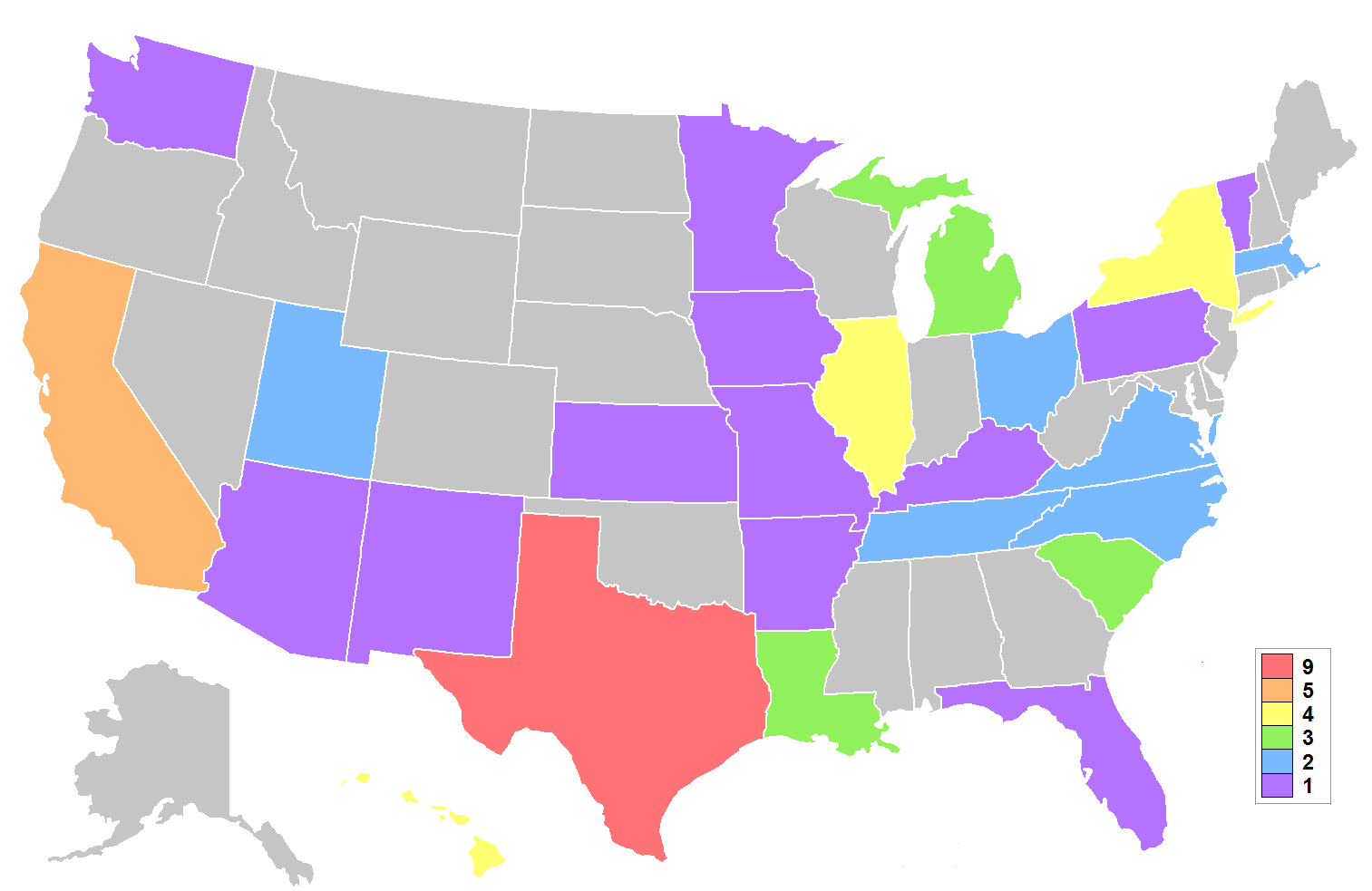
미스 USA 역대 우승 주 (우승자만 표기 됨)

‡ 1961년부터 미스 USA 우승자가 미스 유니버스 대회에서 우승 할 경우, 미스 USA 2위가 그 자리를 물려 받게 되었다.
＊ 왕관을 박탈 당한 우승자
＾ 왕관을 박탈 당한 우승자에 의해 왕관을 물려 받은 2위

## 같이 보기
- 미스 유니버스
- 미스 유니버스 2007
- 미스 유니버스 2008
- 미스 유니버스 2009
- 미스 유니버스 2010
- 미스 유니버스 2011
- 브룩 리
- 로라 해링
- 리마 파키
- 앨리사 캄파넬라
- 미스 월드
- 미스코리아
- 미스터 월드
- 미스 틴 USA